# Tersus leptocerus
Tersus leptocerus is een keversoort uit de familie Schizophoridae. De wetenschappelijke naam van de soort is voor het eerst geldig gepubliceerd in 1968 door Ponomarenko.